# Pseudonemopoda speiseri
Pseudonemopoda speiseri är en tvåvingeart som beskrevs av Oswald Duda 1926. Pseudonemopoda speiseri ingår i släktet Pseudonemopoda och familjen svängflugor. Inga underarter finns listade i Catalogue of Life.